# Arnold Scholten
Arnold Scholten (* 5. Dezember 1962 in ’s-Hertogenbosch) ist ein ehemaliger niederländischer Fußballspieler.

## Karriere
Scholten begann seine Karriere 1983 beim Erstligisten FC Den Bosch. Für Den Bosch bestritt er 74 Erstligaspiele und schoss dabei zehn Tore. 1986 wechselte er zu Ajax Amsterdam. 1987 gewann er mit dem Verein den Europapokal der Pokalsieger. Mit dem Verein wurde er 1989/90 niederländischer Meister. 1990 wechselte er zu Feyenoord Rotterdam. Für dem Verein bestritt er 165 Erstligaspiele und schoss dabei 20 Tore. Mit dem Verein wurde er 1992/93 niederländischer Meister. 1991, 1992, 1994 und 1995 gewann er mit dem Verein den KNVB-Pokal. 1995 kehrte er zu Ajax Amsterdam zurück. Mit dem Verein wurde er 1995/96 niederländischer Meister. 1996 erreichte er das Finale des UEFA Champions League. 1997 wechselte er zum japanischen Erstligisten JEF United Ichihara. 1998 erreichte er das Finale des J.League Cup. 1998 kehrte er nach Niederlande zurück. Hier spielte er bis 2001 für FC Den Bosch.

## Erfolge
Ajax Amsterdam
- Niederländischer Meister: 1989/90, 1995/96
- Niederländischer Pokalsieger: 1986/87
- Europapokalsieger der Pokalsieger: 1986/87
- Johan-Cruyff-Schale-Sieger: 1995
- UEFA-Super-Cup-Sieger: 1995
- Weltpokalsieger: 1995

Feyenoord Rotterdam
- Niederländischer Meister: 1992/93
- Niederländischer Pokalsieger: 1990/91, 1991/92, 1993/94, 1994/95
- Johan-Cruyff-Schale-Sieger: 1991

FC Den Bosch
- Niederländischer Zweitligameister: 1998/99